# 山口敏太郎
山口 敏太郎（やまぐち びんたろう、本名：間 敏幸（はざま としゆき）1966年〈昭和41年〉7月20日 - ）は、日本の作家、オカルト作家、オカルト研究家、怪獣研究家、UMA研究家、YouTuber、タレント、コメンテーター。山口敏太郎タートルカンパニー代表取締役。怪獣プロレス株式会社取締役。神奈川大学経済学部卒業。放送大学大学院文化科学研究科修士号。徳島県徳島市出身。
「オカルト界の巨匠」、「オカルトのカリスマ」、「オカルト界の重鎮」と称される。また、「怪談師」「ガチ怪談」という言葉を造語する。後に、終戦直後まで「怪談師」という職業が実在していたことが判明し、結果的に言葉を復活させることになる。
アメリカで流行していた クリプトツーリズム(化け物観光学)という言葉を輸入し、日本語に置き換えた。

## 来歴
幼少期のエピソード
少年時代に、近所の子供たちから中古のおもちゃを仕入れ、クリーニングして再販売した。おかげですごく儲かったが、商売をしてる祖母に怒られた。「お前の商売は人を幸せにしていない。お金を返してきなさい」結局、泣きながら近所中の子供に返金してまわった。以来、山口敏太郎のビジネスにおける基本的な考え方になった。
1981年、ボーイスカウト日本代表としてアメリカジャンボリーに参加。翌82年にも、韓国ソウルで開催されたアジアジャンボリーに日本代表で参加した。
徳島県立城南高等学校卒業後、神奈川大学経済学部経済学科入学。大学時代はミスター高橋が顧問を勤める神奈川大学プロレス研究会に所属し、その研究会を仕切っていた先輩に後のスポーツライターとなる須山浩継がいる。
大学卒業後、日本通運に入社。当初船橋支店重機建設課に配属され、経済学部卒業にもかかわらず、建築を始める。土木管理技士2級、玉掛主任者、足場主任者などを取得。すっかり現場にはまる。その後、本社転勤後、首都圏営業本部に所属。
首都圏営業本部時代には、IT物流の専門家として活動。決済モデルのネット代引きを開発。本名の間敏幸名義で、日本経済新聞、ワールドビジネスサテライト等で、IT物流の解説執筆やコメンテイターを行う。加えて、仕事と併行しつつ放送大学大学院文化科学研究科修士課程を修了。論文「インターネット時代における異界観」で修士号を得る。
1996年、学研『ムー』のミステリーコンテストにて論考「妖怪進化論」で優秀賞を受賞し、山口敏太郎名義としての活動を始める。ペンネームの由来は、母親の旧姓と本名の敏幸をもじったもので、民俗学者の山口麻太郎にも由来するという。その後、「竜馬からの手紙展」「大石りくエッセー賞」「七夕まつりドリームスターコンテスト」などの受賞歴を経て、専業作家に転向する。青梅の昭和レトロ商品博物館における民俗学・妖怪などの担当職員も務め、博物館2階の雪女の間の企画を行っており、町おこし委員会雪女探偵団のメンバーでもある。同時に青梅にて妖怪本舗という妖怪グッズの販売店も運営。
2001年青梅市で行われた町おこしプロジェクト「雪女探偵団」に参加して、小泉八雲が記した雪女の話が青梅に伝わっているものだと調査した。結果発表の当日である「青梅アートフェスティバル」妖怪編では、青梅に関するお化け屋敷、怪談ライブなどをやった。動員は20,000人を超えたと言われている。翌年はコスプレイヤーを集めて、日本初の百鬼夜行を再現した。
2008年12月、テレビ朝日で放送された「ビートたけしの超常現象Xファイル」において、否定派の大槻義彦教授を論破し、20年の番組で歴史初の肯定派勝利をもたらした。山口によると、この論争は台本なしのセメントマッチであった。
2009年友人の放送作家と共に「怪談グランプリ」を企画し関西テレビに持ち込む。以来、2023年の中止を挟んで15年も続くロング企画になり、今も続いている。この番組からは、三木大雲、都市ボーイズ早瀬、田中俊行、竹内義和、牛抱せん夏など怪談師を多数排出している。
2010年2月24日、YouTubeにおいて、山口敏太郎タートルカンパニー公式チャンネル『Bintarou Turtle Company Yamaguchi』を開設、翌々日26日には『桜井聖良と山口敏太郎のクルクルミラクル探偵団』の配信を開始した。
2011年8月11日、岐阜市ホテルパークにおいて口裂け女祭りを開催する。これが後に柳ヶ瀬お化け屋敷に発展する。このイベントにおいて、特殊メイクを使って口裂け女を再現している。また、口裂け女のブルースという曲が地元Y氏によって作曲され披露された。
2012年7月13日、岐阜県岐阜市柳ヶ瀬商店街において、山口プロデュースによる柳ケ瀬お化け屋敷『恐怖の細道』が開催された。動員数10,000人を超え、2019年まで続くヒット企画になる。メインキャラクターの口裂け女は、お化け屋敷ではじめての特殊メイクキャラになる。怪談師で女優の牛抱せん夏を始め25人もの女性によって演じられ好評を得た。イベントの後半には、口裂け女コンテストなどが行われ、口裂け女のファンが登場し、それぞれ推しの口裂け女がいた。
同年8月、ファミリー劇場のオカルト番組『緊急検証!』シリーズに準レギュラー出演。番組では飛鳥昭雄、中沢健と共に『オカルト三銃士』と呼ばれている。
2013年8月、愛知県犬山市において、参加者が妖怪やキャラクターに扮した「コスプレ盆踊り」を開催した。参加者にはひとみちゃん。、VIVI、ゆるキャラの飯山満42歳などがいた。
2013年11月20日、昭和レトロをメインテーマにしたお台場に「山口敏太郎の妖怪博物館」がオープンした。チュパカブラのミイラや角うさぎの剥製などが評判になる。
2013年と2014年、出身地である徳島市東新町にて、町おこしとしてお化け屋敷の「阿波幻獣屋敷」(四国コカ・コーラボトラーズ株式会社)を行う。剣山の大蛇、南極ゴジラなど徳島に関連のあるモンスターが多数出演した。
2014年04月26日、幕張メッセで開催された『ニコニコ超会議３ 言論コロシアム』に登壇し、オカルトの文化や妖怪について力説した。
2015年2月、山口敏太郎プロデュースにより、船橋市飯山満商店街に非公式ゆるキャラ・飯山満42歳が誕生する。片目でチョコレートを食べており、ゴム拳銃を手に持っていると言う悪キャラ。商店街のイベントに何度か登場した。
2015年10月31日.長良川夢芝居vol,4 で当時所属していたもりとみ舞、劇団アルデンテの小林ヒカルにより、山口敏太郎夫妻をモデルとした「ビビビの女房」が上演された。
2016年3月1日、自身監修のオカルトニュースサイト『ミステリーニュースステーションATLAS 』が開設される。世界のオカルトニュースの翻訳記事やオリジナルの国内記事を掲載している。特に未確認生物、UFO、予言、心霊記事が多いのが特徴。
2016年5月25日、オカルト記事専門のローカル紙「銚子スポーツ」を創刊、創刊するにあたり、銚子電鉄社長、銚子市、観光協会とともに東京スポーツ本社を訪問し、パロディ紙を創刊する許可を得た。
2016年７月、銚子の地球が見える丘公園にてUFO召喚イベント行う。昼間において、十数人が撮影に成功し大騒ぎになる。大変好評で、翌年第二回が開かれる。同時に、昭和30年代に起こった銚子UFO落下事件の謎解きも行う。
2016年7月、銚子において「銚子電鉄妖怪スタンプラリー」をプロデュースする。千葉県に伝わる妖怪をスタンプにした。
2016年より中日新聞をメインスポンサーとして「怪談王」をスタートする。当初名古屋起点にOne Nightの怪談トーナメントとして始まるが、後に東京にベースを移す。同トーナメントでは、シンデレラエクスプレス渡辺、線六本、レムリア・manaを輩出している。
2016年11月6日、ヴァンラーレ八戸がホームスタジオ・ダイハツスタジオにてUFO召喚に成功した。なんとスポンサーの日清焼きそば。UFOの看板の横にUFOが映り込むと言う奇跡が起こった。出演者は、山口敏太郎、武良信行、藍上。 
2017年、山口敏太郎の妖怪博物館が台場から、銚子のカッパハウスに移転した。数百点のオカルトコレクションが公開され、妖怪ミイラ・妖怪浮世絵・UMAの剥製などが展示されている。
2017年、 関西テレビにてオンデマンド限定として「都市伝説グランプリ」と言う番組を企画する。竹内義和、角由紀子、都市ボーイズ岸本が争うが、竹内義和が優勝した。
2018年10月12日、山口敏太郎タートルカンパニーのYouTube公式チャンネル『Bintarou Turtle Company Yamaguchi』において、オカルトニュースサイト『ATLAS 』との共同企画『ATLASラジオ』の配信を開始。
2019年  山口敏太郎が徳島県小松島市の金長神社を保存する運動に参加する。プロデュース第一弾として、オリジナル御朱印を提供。
2021年の秋口、山口敏太郎と東京スポーツデスク三浦伸治が話し合って、オカルト大賞を実施することを決定した。第1回から第3回までは東京スポーツの会議室で行なわれた。第4回目からは、東京スポーツ居酒屋で開催されることとなった。なお、審査員として中沢健と竹本良が参加しているが、第3回の開催のみ竹本良が欠席している。
2022年ウクライナにおいて第一子を代理母出産で授かる。10年に及ぶ慶應大学での不妊治療を経て、細君がガンにかかり、快癒を待って実施した。
2022年5月、週刊ポスト誌上にて皆神龍太郎氏とUFOに関して対談、米国政府が認めたUAP（Unidentified Aerial Phenomena）に関して激論。
2022年8月21日、テレビ北海道の恒例イベント［サッポロ物の怪録」、川奈まり子、中山市朗、山口敏太郎。

2024年10月、原宿「ハラカド」にてTENGAプレゼンツ「超都市伝説 山口敏太郎の不思議びんびん展」を開催する。ゲストに大槻ケンヂ、都市ボーイズ早瀬なとが参加する。
2024年11月24日、出身地である徳島で開催された「卑弥呼サミット」に参加する。「卑弥呼サミット」は2019年に開催された第一回につづき2回目の参加である。
2025年2月、山口敏太郎事務所から陰陽道の呪符が発見される。山口敏太郎を呪殺するのが目的。リアル呪術廻戦と報道された。
2025年2月、邪馬台国徳島説を町おこしに使用する阿波ヤマト財団の観光大使に就任する。
2025年3月15日、山口敏太郎が長野県飯田市でUFOに関する講演会を行う。同時に宇宙人グレイのレストランへの出没事件についてレポートする。

## アマチュア時代の賞歴
1996年　ムーミステリーコンテスト　優秀賞　学研主催　
1996年　坂本龍馬からの手紙　優秀賞　酢屋主催　　　　
1997年    サンキューの日コンテスト　優秀作品賞　ベネッセ主催　　
1997年　ナインハーフ体験コンテスト　優秀賞　東宝主催　　
1997年　大石りくエッセー　佳作　富岡市役所主催　　　
1997年　このお店のここが好きここが嫌い。入選　商業界主催　　
1998年　やけど予防　入選　　　　　　　　　　　
1998年　派遣社員の女たち　優秀賞　ウエイブ出版　　　　　　
1998年　私を納得させたクレーム対応　優秀賞　明日香出版　　　　　　　　　　　　　　　　　　　　　　
1998年　我が家の家計簿　生活設計　秀作　千葉県貯蓄推進委員会　　　　　　　　　　　　　　
1998年　七夕祭りドリームスタープロジェクト　佳作　七夕祭り

## プロレス関係
2009年1月13日、ファイトミルホンネットのライターとして、IWAジャパンのUMA軍を取材する、未確認生物研究家としてなみなみならぬ興味を示した。
2009年5月24日、IWジャパンの15周年興行にて試合の立ち会い人を務める。UMA軍と浅野社長の試合。
2012年9月9日、柳ヶ瀬お化け屋敷において、「第一回妖怪ワールドカップ」が開催。口裂け女、砂かけ婆、天狗、フランケンに扮したプロレスラー4人が戦い、見事口裂け女が優勝した。
2017年1月27日、新木場アリーナにて小波興行が行われる。この日は、山口敏太郎プロデュースによるUFO呼びながらやる試合が行われた。実際にUFOを呼ぶのは藍上。試合そのものは、葛西純＆藤ヶ崎矢子with宇宙人組が小波＆宮本裕向組にビンフォール勝ち。
2017年8月19日、再び柳ヶ瀬お化け屋敷において、第二回妖怪ワールドカップが開かれる。口裂け女、キラークラウン、恐怖のミイラ男、大天狗に扮したプロレスラー4人が揃い、再び戦うことに。天狗のセコンドには十四代目トイレの花子さんがついたが、柳瀬スリーパーにて口裂け女が優勝した。
2019年11月23日、新潟県三条「ミニみやこフェスティバルvol,5 オカルト&超常現象&プロレス編」が開催された。試合は葛西純・松本都組が怨霊・ラム会長であった。他にもミュージシャンとして十四代目トイレの花子さんが参加していた。山口敏太郎は葛西、松本、花子と一緒に陰謀論についてトークした。
2023年3月18日、オカルトをテーマにしたトークイベントを行い、ゲスト参加の前田日明と「幽体離脱が成功しない場合の方法」や、「宇宙人グレイを解剖するビデオの存在」など多岐にわたって白熱した議論を交わした。同年5月6日、怪獣プロレス株式会社（代表取締役矢口壹琅）の新団体『怪獣プロレス』旗揚げの会見が行われ、怪獣プロレス株式会社取締役に就任した。
2024年2月17日、「前田日明・山口敏太郎の対談本出版パーティー」を開催、登壇した藤原喜明に唐突に「あんたもカリフラワーだね」と左耳がカリフラワーのように変形していたことで柔道やレスリングの経験者であることを見抜かれ　、脇固めで急襲され床に突っ伏して悶絶して会場を沸かせる模様などが、YouTube公式チャンネル『Bintarou Turtle Company Yamaguchi』にて配信された。同年4月7日、浅草花劇場において『怪獣プロレス×浅草プロレス』が行われ、中沢健、若林健治（実況）らとともに試合解説を務めた。
2024年12月7日、怪獣プロレスの一員として幕張メッセで開催されていた『東京コミックコンベンション2024』に参加。多くの映画ファンの前で歓声を受ける。
2025年7月5日   鶴見爆破アリーナ　サンダーボルトデスマッチ　怪獣プロレス開催
ビートたけしの禁断の大暴露!!超常現象(秘)Xファイルでは早稲田大学の教授大槻義彦とオカルト作家山口敏太郎との言い合いは番組名物となっている。

## 音楽イベント
- 2014年デックスお台場ビーチにて山口敏太郎プロデュースのイベント「魁！アイドル学園」が開催。十四代目トイレの花子さん、志月かなでなどが参加　以降も一年近く実施。司会は南部イチヒコ、中沢健[55]。
- 2015年9月13日ネイキッドロフトにて「魁！アイドル学園　卒業式」が開催される[56]。
- 2017年2月19日(日)、年年銚子電鉄犬吠埼駅にて、ご当地キャラクターVSアイドルによるキャラクター対決が実現された。十四代目トイレの花子さん、飯山満42歳などが出演した[57]。
- 2023年4月8日AFR横浜にて、ミュージックフェスティバルを開催。演者は水木ノア、Yoshino&masae、水色赤、藍愛ランドなどの所属タレントの他、Mocomooco、the_smoothが出演。
- 2025年3月16日 clubasiaにて開催された INBO VALENTINE  5.0（Dave Fromm　Channel　10th　Anniversary）山口敏太郎ゲスト出演　@わじま(人間椅子)、Kダブ(キングギドラ)と共演[58]。

## ミュージシャンとの共演
- 2003年 陰陽座「情け無用」ゲストとして山口敏太郎が出演、黒猫、瞬人とUMAトークを展開、大阪ゆうせんで放送、13年後の2016年に再び「ねこまんまRADIO」に出演し、妖怪トークを展開[59]。
- 2007年3月 マキシマム ザ ホルモンの麺カタこってり!に山口敏太郎がゲスト出演。以降、4回ほど出演、爪の垢を匂って悶絶した（bayfm）[60]。
- 2008年1月28日、関西テレビにて未確認思考物隊が放送される。山口敏太郎と大槻ケンヂが初めて遭遇。以降、緊急検証シリーズで12年間にわたる共演[要出典]。
- 2011年8月 きゃりーのウェイウェイnicoちゃんねる!に山口敏太郎が出演。オカルトについて説明[61]。
- 2012年9月、BRAHMAN TOSHI-LOWのオールナイトニッポンRに山口敏太郎かゲスト出演して、トシロウ相手にプロレスについてかなりディープな話を展開[要出典]。
- 2012年10月、ニッポン放送に山口敏太郎が出演「SPYAIRのオールナイトニッポン0」にて世界の珍事件、とんでも事件について語るが当時メンバーであったエンゼルが目撃したUFOをあっさり否定してしまう[62]。
- 2016年6月　Kダブシャインのオールナイトニッポンに山口敏太郎がゲスト出演。キングギドラのKダブと陰謀論を語り合い意気投合[63]。
- 2018年6月22日から7月20日まで「インターネットラジオ　松任谷由実　はじめました」山口敏太郎がゲスト出演。松任谷由実がオカルトに関する様々な質問を浴びせる。それに関して全て答える[64]。

## アイドルとの共演
- 2009年3月 クマグス　　TBS    @V6と共演、その後複数回出演
- 2009年9月  ありえへん世界　テレビ東京　　@関ジャニと共演
- 2009年9月  爆笑問題のパニックフェイス王   TBS   @木下優樹菜と共演
- 2009年12月 城島茂のどっち派?!     TBS ラジオ@TOKIO城島と共演
- 2010年1月  おはスタ　@フォルダー5のAkinaと学校の怪談コーナーで共演　その後レギュラー出演
- 2011年1月  有吉AKB共和国      TBS  @AKBメンバーと共演。その後複数回にわたって出演
- 2011年8月  さしこのくせに　TBS    @指原と共演
- 2012年7月  レコメン　　文化放送　@関ジャニと共演
- 2016年8月「高橋みなみのこれから、何する？」TOKYO FM @５回ほど出演
- 2020年「DAYS」ニッポン放送　原田龍二と共演
- 2022年6月30日 「井上咲楽と景井ひな 木曜The NIGHT」abemaTV  @井上咲楽と共演
- 2022年2月15日 「山崎麗奈の誰かに話したかったこと 」TOKYO FM @２回ほど出演

## 雑誌

### 雑誌
- 1998年　仙台っこ 北燈社　ドリームスタープロジェクト受賞作品「夢で逢えたら」が掲載、間敏幸と言う本名にて
- 1999年　YUME YUME CLUB   間敏幸という本名にて「夢追い人　夢捨て人」と言うコラムを発表
- 2001年11月23日　青梅妖怪絵巻　昭和レトロ商品博物館 これ以降、上記本を種本にした「青梅親子で楽しむ妖怪めぐり」などが発行される。
- 2002 年8月17日　青梅百奇夜行 クリエイティブサノジャパン　青梅で妖怪巡りをする参考として、昭和レトロ商品博物館で発売した。
- 2004年7月　アニメコミックから読み解く錬金術 宝島
- 2006年1月　人智を超える超能力の世界　にちぶんブック
- 2008年12月　徳間書店刊行雑誌『不思議大陸アトランティア』編集長
- 2017年8月　プロレス黄金時代名勝負ランキング　ランキング作成に部分的に協力
- 2018年2月　日本教育ジャーナル　妖怪博物館
- 2024年12月　みんなが笑える話　ぶんか社
- 2025年3月　読者投稿パラダイス　ぶんか社

- 2025年3月25日　フラッシュ「ケネディ暗殺文書開示について」恒文社

- 2025年3月  投稿パラダイス　ぶんか社 投稿作品
- 2025年6月30日　週刊大衆　不気味な日本滅亡予言‼7月7日説も急浮上‼7月5日に本当は何が起こるのか⁈

### 連載中の雑誌
- 神星グラフ「大河ドラマの偉人たち」
- 東京スポーツ『山口敏太郎のUMA図鑑』web版エンタメ業界で最長の連載12年間継続中。
- 東京スポーツ『山口敏太郎の現代妖怪図鑑』
- 大都社「山口敏太郎の日本怪忌行」単行本4巻まで、発売中
- 大都社「不思議スポット」@毎回タイトルが違う。
- 大都社「怪談王」@監修のみ
- ぶんか社「ほんとにあった笑える話　怖い話」@半年に1回の増刊
- 2025年7月～　リアルライブ再スタート

### 過去の連載雑誌
- 神星グラフ「日本史の知られざる偉人たち」
- マイウェイ出版「山口敏太郎のアイドル探訪」
- 「芸能人が体験した怖い話」本当にあったゆかいな話 芸能ズキュン!（竹書房）
- 山口敏太郎の摩訶不思議ぶった切り（日刊サイゾー）
- 小学館『コロコロコミック』真・妖怪ウォッチ
- 大都社『ラッキースポット』
- たうとく『徳島の不思議物語」@編集部に不審者が乱入し、1年間休載したが無事完結
- リアルライブ　ミステリー記事監修
- マイウエイ出版『業界人が出会った怖い話」
- オカルト博士の妖怪ファイル」（画：鯛夢）ほんとにあった怖い話[45]（朝日新聞出版） - 既刊1巻
- 衝撃王(GOKUU別冊)創刊号から最終号5号まで'都市伝説の漫画を連載。原作・山口敏太郎　作画・犬山わん太、タカミトモヨシ　　　　 2004年1月～2004年10月(隔月)
- 2023年  リアルライブ　コラム
- 千葉妖怪伝説　まいぷれ　船橋のネット上のタウン誌であるまいぷれ連載。同時期に埼玉妖怪伝説、東京妖怪伝説、神奈川妖怪伝説を連載。
- 「ドッグワールド」犬伝説の旅　#３回連載、山口敏太郎の数少ない犬関連の仕事、犬の宮や山形犬まつりを取材

## 新聞

### 過去の新聞系連載
- 2002年～2006年　京葉不思議伝説　船橋よみうり　千葉県に伝わる伝説や民話を連載。
- 2003年～2004年　お達者語り部倶楽部　まいライフまいタウン　地元の千葉のお年寄りの証言をそのまま記録していた。幕末から明治から終戦直後まで。サイコロサイコロサイコロ23444123455
- 徳島の不思議百物語　タウトク  徳島新聞の月刊誌　2013年から2021年まで連載、途中休載あり、異常者の編集部乱入、殴打事件によって休載。徳島の民話・伝説から、現代人の心霊体験、UFO体験まで。

### 新聞プロデュース
2022年1月18日  小学生新聞をまるまる未確認生物特集を山口敏太郎が飾る

## 書籍

### 単行本
- 江戸武蔵野妖怪図鑑（けやき出版）
- 昭和の子供 懐し妖怪図鑑（アートブック本の森）
- 妖怪草子（心泉社）
- 犬夜叉 なんでだろう妖怪白書（アートブック本の森）
- とうほく妖怪図鑑（無明舎）
- 妖怪見聞録〜魔界 接触篇（学研）
- ビースト・ボブサップの謎（アートブック本の森）
- 暴露と闘え!プロレスLOVE（アートブック本の森）
- アメリカンプロレス中級バイブル・日米格闘史編 （アートブック本の森）
- 奇妙なウワサ・怖い話 半魚人のミイラ （リイド社）
- 世にも不気味な都市伝説（河出夢文庫）
- 妖怪ガロ（青林堂）
- 日本邪悪妖怪伝（コアラブックス 共著）
- 幻獣・UMA・妖怪/幻想世界の扉（コアラブックス 共著）
- 怨霊スポット199（日本文芸社）
- 奇妙なウワサ・怖い話 赤い部屋（リイド社）
- ホントにあった呪いの都市伝説（コスミック出版）
- 魔神・怪物・妖精の新世界（コアラブックス 共著）
- 怖くて今夜も眠れない、最凶ケータイ都市伝説（宝島）
- 妖怪おもしろレトロ大百科（コアラブックス 共著）
- 奇妙なウワサ・怖い話 逃げても無駄よ（リイド社）
- 会社の怪談（マイウエイ出版）
- 日本未知生物案内（笠倉出版）
- 是非に及ばず（青林堂）
- 魔境にうごめく謎生物（リイド社）
- なにわの夢（青林堂）
- 怪異証言（リイド社）
- 奇妙なウワサ・怖い話 貼り付き婆（リイド社）
- 怨霊絵巻（河出書房新社）
- 前世（青林堂）
- TV・芸能・メディア都市伝説（コアマガジン 共著）
- 日本・世界の未知生物案内（笠倉出版 共著）
- 本当にいる現代妖怪図鑑（笠倉出版）
- あなたの周りの異様な話（笠倉出版）
- あなたの知らない未確認生物決定版（コアマガジン）
- あなたの知らない現代恐怖夏世界（コアマガジン 共著）
- 新・都市伝説（コアマガジン）
- 身の毛もよだつ!!恐愕の都市伝説（マガジンランド）
- 幻想都市伝説（コスミック出版）
- 恐怖卵（リイド社）
- 山口敏太郎のミステリーボックス（メディアクライス）
- 怪奇!あまりにも怖すぎる都市伝説（河出書房新社）
- あなたの知らない未確認生物最新版（コアマガジン）
- TV・芸能・メディア都市伝説 ニュース事件偏（コアマガジン 共著）
- 大予言（コアマガジン）
- 日本の未知生物案内 最新版（笠倉出版）
- 都市伝説学者山口敏太郎（青林堂 原作）
- 学校「裏」怪談（マガジンランド）
- 異界神話（マガジンランド　共著）
- 怨霊と呪いの日本史（河出書房新社）
- NASAアポロ疑惑の超真相 人類史上最大の詐欺に挑む（徳間書店）
- 超仰天! UFO&エイリアン怪奇遭遇ファイル200（ダイアプレス）
- 本当にいる「宇宙人」完全ファイル（笠倉出版社）
- 2013年あなたはどうなる（徳間書店）
- アセンション「量子変換」のすべて－宇宙人の人類DNA大変革プログラム（共著）（ヒカルランド）
- 知るほど怖い都市伝説（共著）（コアマガジン）
- 坂本龍馬とゆかりの人たち（リイド社）
- 都市伝説 あなたに忍びよる恐怖(河出夢文庫)
- 発見!世界驚愕アンビリーバブル生物 画像300 おかわりッ!（ダイヤプレス）
- UMA（未確認生命体）がよくわかる本　監修（PHP文庫）
- 超仰天!UFO&エイリアン怪奇遭遇ファイル200（ダイヤプレス）
- 知るほど怖い都市伝説2（コアマガジン）
- 戦国武将タブー伝説DX（コアマガジン）
- 芸能人の体験した怖い話『本当にあったゆかいな話芸能ズキュン』9月号付録（竹書房）
- 『図説 世界の地獄案内』（笠倉出版社）
- 『放送禁止のヤバイ話』（ダイアプレス）
- 『恐怖・呪い面 〜実話都市伝説 』（TO文庫）
- 山口敏太郎原作漫画アンソロジー『本当にいる!?　都市伝説の住人』（竹書房）
- 『恐怖・呪い姫』（TO文庫）
- 『霊怪スポット 戦慄の最新ファイル』（KAWADE夢文庫）
- 『日本の妖怪大百科』（東西社）
- 『激ヤバ情報暴露します』（文芸社）
- 『呪い屋敷』（TO文庫）
- 『未確認生物 超謎図鑑』（永岡書店）
- 『激ヤバ情報暴露します』（文芸社）
- 『戦慄の未来記　2015年大予言』（ダイヤプレス）
- 『世界の未知生物案内』（笠倉出版）
- 『人生で大切なことはオカルトとプロレスが教えてくれた』（KADOKAWA）
- 『超嫌韓論』(桜井誠共著)
- 2023年　飛鳥昭雄氏との対談本『奴隷化計画完了編』（明窓出版）
- 『未確認生物vs妖怪』（永岡書店）
- 2024年　前田日明氏との対談本『最強タッグ』（明窓出版）
- 『ドラゴンVSビースト』（永岡書店）
- 『日本怪忌行4巻』（大都社）
- 『怪談王コミック1巻』プロデュース（大都社）
- タブーに挑む! テレビで話せなかった激ヤバ情報暴露します 八咫烏・裏天皇情報から危険すぎるUMAの正体まで  文芸社　@飛鳥昭雄・山口敏太郎の過激な対談シリーズ
- 本当にいる!?都市伝説の住人 (バンブー・コミックス)
- タブーに挑む! テレビで話せなかった激ヤバ情報暴露します2 超常番組の裏側から国際情勢の闇情報暴露します　文芸社　@飛鳥昭雄・山口敏太郎の過激な対談シリーズ
- タブーに挑む!テレビで話せなかった激ヤバ情報暴露します 3　@飛鳥昭雄・山口敏太郎の過激な対談シリーズ
- 怪談・呪い神  TO文庫
- 日本人奴隷化計画【完了の日】 今こそ大和民族の使命を識り　白い悪魔を無力化せよ  明窓出版 @飛鳥昭雄・山口敏太郎の過激な対談シリーズ
- 日本人奴隷化計画【最終段階】―今こそ龍体の力を奪還し白い悪魔の無慈悲な殺戮を止めろ　明窓出版 @飛鳥昭雄・山口敏太郎の過激な対談シリーズ
- 大迫力！日本の妖怪大百科　西東社  @第二期妖怪本シリーズ　100万部突破
- 公安情報から未解決事件を読み解く! テレビで話せなかった激ヤバ情報暴露します　文芸社
- 本当にいる世界の「未知生物」案内 超最新版  笠倉出版嫌韓論　青林堂
- 本人からこっそり聞いた 怖すぎる怪談ゾゾゾ  永岡書店
- 未確認生物UMA 衝撃の新事実　宝島
- 超常現象のつくり方　宝島
- 山口敏太郎の千葉の怖い話 ティーオー出版
- 大迫力！世界の妖怪大百科　西東社　@第二期妖怪本シリーズ　100万部突破
- 超こわい！超ふしぎ！ 日本の妖怪大集合200  西東社
- 世界の不思議 超怪奇ファイルXX(ダブルエックス) 永岡書店
- ふしぎな世界を見てみよう! 未確認生物大図鑑  高橋書店
- 大迫力!世界のモンスター・幻獣大百科  西東社   社  @第二期妖怪本シリーズ　100万部突破
- 大迫力日本の妖怪大百科セレクト阪　@ 100円ショップでの初めての実験販売
- 実際にあった怖い話 山口敏太郎プロデュース まるごと怪談王2024  大都社
- 妖怪vsUMA〈魔物王〉　超バトル図鑑　永岡書店
- 山口敏太郎の日本怪忌行 大都社 @山口敏太郎事務所の非日常生活シリーズ
- 山口敏太郎の日本怪忌行 犬鳴村奇談　大都社 @山口敏太郎事務所の非日常生活シリーズ
- 山口敏太郎の日本怪忌行 きさらぎ駅異聞  大都社 山口敏太郎事務所の非日常生活シリーズ
- 山口敏太郎の日本怪忌行 災いを告げる予言獣　大都社 @山口敏太郎事務所の非日常生活シリーズ
- 未確認生物 超謎図鑑  永岡書店
- 大迫力！新・妖怪大百科  西東社　社  @第二期妖怪本シリーズ　100万部突破
- 山口敏太郎プロデュース 怪談王 恐ノ宴 大都社　本人からこっそり聞いた　怖すぎる怪談ゾゾゾ
- 芸能人が体験した怖い話　竹書房(芸能ズキュン9月号付録)
- 芸能人が体験した怖い話　竹書房(芸能ズキュン9月号付録)
- びっくり生物　世界の七大奇獣 コアマガジン　平成18年11月
- かいぶつ奇想天外　巨大生物グラビア　平成20年4月2016予言　驚異のシナリオ　ダイヤブレス
- 芸能人が体験した怖い話　竹書房(芸能ズキュン9月号付録)
- びっくり生物　世界の七大奇獣　　コアマガジン　平成18年11月
- かいぶつ奇想天外　巨大生物グラビア　平成20年4月2016予言　驚異のシナリオ　ダイヤブレス

### 対談集　各界著名人との対談集
飛鳥昭雄VS山口敏太郎は出版社を変えシリーズ合計5冊も出版された。
- 2014年5月24日　タブーに挑む! テレビで話せなかった激ヤバ情報暴露します 　八咫烏・裏天皇情報から危険すぎるUMAの正体まで  文芸社

- 2016年1月22日 　タブーに挑む! テレビで話せなかった激ヤバ情報暴露します2 　超常番組の裏側から国際情勢の闇情報まで　文芸社

- 2016年11月19日  タブーに挑む! テレビで話せなかった激ヤバ情報暴露します3 　台風人間・八咫烏のヤバすぎる正体から最新宇宙人情報まで 文芸社

- 2019年2月18日 　日本人奴隷化計画【最終段階】―今こそ龍体の力を奪還し白い悪魔の無慈悲な殺戮を止めよ　明窓出版

- 2023年11月6日 　日本人奴隷化計画【完了の日】 今こそ大和民族の使命を識り　白い悪魔を無力化せよ　明窓出版

- 2015年3月3日　超陰謀論  ベンジャミン・フルフォード 山口敏太郎　青林堂

- 2015年7月21日　超嫌韓論　櫻井誠　青林堂　　    政治活動家家はともかく、一般人に対する国籍差別をやめるように明言した1冊。

- 2017年2月　タブー討論このUMAは実在する!? / 實吉達郎 山口敏太郎 天野ミチヒロ　文芸社

- 2024年3月6日　前田日明vs.山口敏太郎　最強タッグ！オカルトから日本の悪役（ヒール）まで大激論！！明窓出版

### 翻訳書籍
- 2017年 大迫力　日本妖怪大百科　ハングル
- 2017年 大迫力　世界の妖怪大百科　ハングル
- 2018年 大迫力　日本妖怪大百科　台湾語
- 2018年 大迫力　世界の妖怪大百科　台湾語

日本人の妖怪百科が海外で発売されるのは初のケース。反日感情が心配されたが、無事出版された。　　 

### 同人誌
- 青梅妖怪絵巻　昭和レトロ商品博物館 2001年11月23日   これ以降、上記本を種本にした「青梅親子で楽しむ妖怪めぐり」などが発行される。

- 青梅百奇夜行 クリエイティブサノジャパン　2002 年8月17日　青梅で妖怪巡りをする参考として、昭和レトロ商品博物館で発売した。

## 映画

### 出演映画
- エックスマンvs口裂け女（2011年）本人役
- 地球防衛未亡人（2014年） - 山口博士 役
- 2014年 『呪い面』（ジョリー・ロジャー）山口敏太郎として
- アウターマン（2015年） - UFO研究家・山田敏太郎 役
- 緊急検証! THE MOVIE ネッシーvsノストラダムスvsユリ・ゲラー（2019年1月11日、東北新社）-オカルト三銃士で主演　[65]
- ダークウェブ　検索できない恐怖の闇動画　プレゼンテーター役

### コメント・パンフレット

#### コメント出し
- 「死霊館(ワーナー・ブラザース）」 コメント&パンフレット寄稿
- 「桜、ふたたびの加奈子（ポニーキャニオン）」 原作の新津きよみ氏と対談
- 「インシディアス、インシディアス 第2章」　イッキミ企画　怪談ライブ
- 「バイロケーション」解説コメント
- 釈由美子さんのDVD「妖精おじさん」発売記者会見
- 「シルクロード.comー史上最大の闇サイトー」コメント
- 「ラ・ヨローナ」パンフレット
- 2024年クワイエツトポイント

### 映画イベント・プロモーション
- 2010年　東京国際映画祭にてインタビュー
- 2010年　第1回短編ホラー怪奇幻想映画祭　トークショー出演
- 2011年　映画「ラスト・エクソシズム」悪魔の解説
- 2012年「virginia/ヴァージニア』のイベント出演　@辛酸なめ子と対談
- 2013年 9月、横浜ジャック&ベティーにてオカルト映画大会「沢田研二特集」を開催。妖怪ハンターヒルコ、魔界転生、地球が僕が埋まっているを上演した。[66]
- 2016年　映画「知らない町」監督とトークショー
- 2023年2月、怪獣映画祭in池袋HUMAXシネマズを開催。大巨獣ガッパを上映後、怪獣プロレスが映画館で一試合を行った。[67]
- 2024年This man   コメント出し　監督、俳優と対談

### DVD・DVD書籍・有料配信
- 山口敏太郎B-FILE　魑魅魍魎　妖怪巡礼怪奇地図（グラッツコーポレーション）
- 山口敏太郎B-FILE　帝都怨霊結界図　徳川版ダヴィンチコード・連鎖する呪い（グラッツコーポレーション）
- 山口敏太郎B-FILE　極秘未公開映像独占入手!?UFOコンダクターは本当に実在した!?（グラッツコーポレーション）
- 山口敏太郎B-FILE　妖怪伝説独演全集「妖怪王」山口敏太郎門外不出VTR（グラッツコーポレーション）
- 島田秀平の首都神話 （ポニーキャニオン）にゲスト出演
- 『佐藤健のたけてれDVD　vol.1』@ 1回目は、ネットで配信、後にDVDにまとめられた
- 『地上波NGのあまりにも危険すぎる衝撃映像!?』（グラッツコーポレーション）
- 『船井メディア倶楽部』のDVDマガジン「魁」7月号
- 『呪い面』（ジョリー・ロジャー）@撮影スタッフにも触りの数々が起こる 2014年  山口敏太郎として
- 世界で一番怖い授業“閲覧注意！”～「死後の世界」編　「妖怪」編、チャンネル恐怖　　@ 2回何やってんの、に渡り、篠原冴美、疋田沙耶という心霊アイドルと共演
- 東スポリサーチサークル　UFO編　　@かっぱ編、クッシー編は山口敏太郎の名前が出るが、本人は出演していない。
- 怨霊映像　魔編　　@山口敏太郎が怪談師として出演
- 怨霊映像　怪奇女子会 @山口敏太郎が怪談師として出演。
- 山口敏太郎のパラノーマル事件簿 Ｘ     チャンネル恐怖    1から4まで　@宇宙人致被害者の退行催眠や興味深い実験が数々行われる。
- 緊急検証！日本の怪村～絶対に行ってはいけない村がそこにある～【再編集版】　　ファミ劇Neo
- 緊急検証！時空の歩き方～時をかける人類～　ディレクターズカット版　ファミ劇Neo
- 島田秀平の死後世界　ピネット
- アグレッシブですけど、何か？　広島ホームテレビ@準レギュラーの番組が終わりにあたり、DVD化
- 緊急検証！終わりなき超常新年会2017～今そこにあるオカルトの危機～　ディレクターズカット版〈再編集版〉　ファミ劇Neo
- 緊急検証！未確認生物の飼い方～前略・ご主人様 UMA(ぼく)はここにいるよ～　ディレクターズカット版　ファミ劇Neo
- 緊急検証！宇宙人地球侵略史～振り返ればヤツ（宇宙人）がいた～　ディレクターズカット版　ファミ劇Neo
- 田中俊行のオカルト・コレクション　1と6 @山口敏太郎が2回にわたってゲスト出演した
- 緊急検証！日本の怪々村～ごらん、入ってはいけない村がほらそこに～ディレクターズカット版【再編集版】ファミ劇Neo
- 緊急検証！実録・あなたの街の霊出るハウス～その物件、バス・トイレ・いわく憑き～　ディレクターズカット版　ファミ劇Neo
- 戦慄トークショー　永野が震える夜（３９） ～恐怖！山口敏太郎の呪いの世界　　チャンネル恐怖
- 緊急検証！怪運・呪物鑑定団 ～NO JUBUTSU, NO LIFE～ DC版　ファミ劇Neo
- 緊急検証！国盗り怪村キングダム～第7回紅白オカルト合戦～ファミ劇Neo
- 緊急検証！第8回紅白オカルト合戦 2024年遺言　クラウドファンディング参加者のみの購入特典

## テレビ・ラジオ出演

### 現在のレギュラー番組
- 山口敏太郎の日本大好き（尾張東部放送、愛知北エフエム放送、podcast)※山口敏太郎タートルカンパニーが制作しているラジオ番組
- 衝撃ファイル　月一回レギュラー
- 怪談グランプリ　毎年1回放送、レギュラー
- 山口敏太郎の不思議マックス　ニコニコ　週一回程度

### 現在の準レギュラー番組
- 緊急検証!（ファミリー劇場）

### 過去の準レギュラー番組
- 2004年　ビビる大木のオールナイトニッポン(ニッポン放送)　月1レギュラー
- 2005年　とんでもラビリンズ(日本テレビ)幻の準レギュラー番組　パイロット阪か2本放送されたのみで中止
- 2007年　マキシマム ザ ホルモンの麺カタこってり!（bayfm）
- 2008年1月から3月　未確認思考物体(関西テレビ)
- 2008年　ビートたけしの超常現象スペシャル（テレビ朝日）
- 2009年　クマグス(TBS)
- 2009年　おはスタ(テレビ東京)@半分キャラクター化したビンタウルス、ポセイビンで出演
- 2010年　たかじんのそこまで言って委員会(読売テレビ)
- 有吉AKB共和国(TBS)
- たかじんNOマネー（テレビ大阪）
- 2011年　クギズケ(読売テレビ)@5年近くレギュラー
- 2011年　アグレッシブですけど何か(広島ホームテレビ)　最終回まで準レギュラーを務める
- しあわせになりたいの（MXテレビ）※心霊写真のコーナーレギュラー
- NMBと学ぶくん(関西テレビ)
- オカルトエンタメ大学　東北新社
- 2015年「おとこラジオ」nack5  @大野勢三郎と共演　ネットでも配信  ６回ほど出演
- 2016年8月「高橋みなみのこれから、何する？」TOKYO FM @５回ほど出演

### 過去の出演番組（ゲスト出演・ピンポイント含む）

#### 2001年
- 青梅妖怪ツアー（多摩ケーブルネットワーク）

#### 2002年
- 橋電影絵巻「船橋心霊ツアー」（ケーブル船橋）
- スーパーモーニング（テレビ朝日）

#### 2003年
- 船橋電影絵巻「船橋心霊ツアー2」（ケーブル船橋）
- 妖怪特集番組（bayfm）
- 陰陽座「情け無用」ゲスト出演（大阪ゆうせん）
- スーパーJチャンネル 蜃気楼・人影の解説（テレビ朝日）
- ビューティーコロシアム 河童解説（フジテレビ）
- 船橋電影絵巻「船橋心霊ツアー3」（ケーブル船橋）
- ビビる大木のオールナイトニッポン （ニッポン放送）※コーナーレギュラー

#### 2005年
- 9月とんでもラビリンズ（日本テレビ）
- 都市伝説について（FM多摩）
- 都市伝説について（FMかしつか）
- 都市伝説の解説（TBSラジオ）
- 11月25日 いまあな（日本テレビ）

#### 2006年
- 6月23日 灰暗い水底から 映画解説（日本テレビ）
- 都市伝説について（FM多摩）
- 10月 デスノート（日本テレビ）

#### 2007年
- 3月 良書紹介 著作「前世」の解説 チャンネルさくら
- 3月 マキシマム ザ ホルモンの麺カタこってり!（bayfm）
- 5月 アクセス 都市伝説の解説（TBSラジオ）
- 7月 ビーバップ!ハイヒール 妖怪特集の講師（ABC朝日放送）
- 7月 宇宙一せまい授業!（あっ!とおどろく放送局）
- 8月 ダイノジ のザ・ムービー（USEN）
- 8月 マキシマム ザ ホルモンの麺カタこってり!（bayfm）
- 8月 都市伝説について（FM多摩）
- 8月 ありがとう浜村淳です ラジオドラマの原作（毎日放送ラジオ）
- 8月 一人じゃ見られない怖い話Live（アメーバスタジオ・サイバーエージェント）
- 8月 URARA（MXテレビ）
- 10月 ビーバップ!ハイヒール 日本史都市伝説の講師（ABC朝日放送）

#### 2008年
- 1月 都市伝説について（FM多摩）
- 1月-3月 未確認思考物隊（関西テレビ）
- 3月 ゴー傑P（毎日放送ラジオ）
- 3月 サンデージャポン（TBS）
- 3月 吉田照美の「ソコダイジナトコ」（文化放送）
- 3月 死神の精度PR番組（日本テレビ）
- 4月 やまだひさしの. ラジアンリミテッドDX（FM東京）
- 5月 やまだひさしの. ラジアンリミテッドDX（FM東京）
- 6月 ビーバップハイヒール　京都裏案内（ABC朝日放送）
- 7月 ありがとう浜村淳です（毎日放送ラジオ）
- 8月　都市伝説について（FM多摩）
- 9月 新説歴史ミステリー マッカーサー呪殺計画（テレビ東京）
- 10月 らじかるッ 河童、小さいおじさんについて（日本テレビ）
- 11月 日めくりカレンダー 昭和タイムトラベル 口裂け女の解説（NHK-FM）
- 12月 ビートたけしの超常現象スペシャル（テレビ朝日）

#### 2009年
- 1月 マキシマム ザ ホルモンの麺カタこってり!（bayfm）
- 1月 らじかるッ（日本テレビ）
- 1月 クマグス UMAのクマグス（TBS）
- 2月 新説歴史ミステリー 坂本龍馬（テレビ東京）
- 2月 大人の自由時間 UMA特集（BS11）
- 4月 クマグス UMAのクマグス2回目（TBS）
- 4月-7月 クマグス UFO、U-れいのクマグス（TBS）
- 5月-6月 アグレッシブですけど、何か?（広島ホームテレビ）
- 5月 IWAジャパン15周年興行（サムライTV）
- 6月 ビーバップハイヒール（ABC朝日放送）
- 6月 ありえへん世界（テレビ東京）
- 7月 - 12月 おはスタ 怪談ニュース（テレビ東京）
- 7月 ビートたけしの超常現象Xファイル（テレビ朝日）
- 7月 怪談グランプリ スーパーバイザー（関西テレビ）
- 7月 吉田照美のソコントコダイジ（文化放送）
- 9月 トリハダリアル 将門の怨霊（日本テレビ）
- 9月 都市伝説（FM多摩）
- 9月 爆笑問題のパニックフェイス王（TBS）
- 10月 タカトシラベ（関西テレビ）
- 11月 サプライズ（日本テレビ）
- 12月 ビートたけしの超常現象Xファイル（テレビ朝日）
- 12月 城島茂のどっち派?! （TBSラジオ）

#### 2010年
- 1月 どっち派?（TBSラジオ）
- 1月 アッコにおまかせ　コメント（TBS）
- 1月 ほぼ1（MXテレビ）
- 1月 おはスタ　赤い服の女　学校の怪談に出てくる現代妖怪に関する怪談ニュース（テレビ東京）
- 3月 四次元クラブ（テレビ大阪）
- 3月 吉田照美さんのソコダイジナトコ　UFO最新情報（文化放送）
- 3月 おはスタ　踊る大巨人　学校の怪談に出てくる現代妖怪に関する怪談ニュース（テレビ東京）
- 3月 おはスタ　ロードオブフェアリー　学校の怪談に出てくる現代妖怪に関する怪談ニュース（テレビ東京）
- 4月 おはスタ　サイバーゴースト、学校の怪談に出てくる現代妖怪に関する怪談ニュース（テレビ東京）
- 4月 たかじんのそこまで言って委員会 宇宙人の解説（読売テレビ）
- 5月 たかじんのそこまで言って委員会（読売テレビ）
- 5月 アッコにおまかせ トライアングルUFOのコメントと写真のみ（TBS）
- 5月 笑えるジャーナル　力士シールの解説（TBS）
- 5月 たかじんのそこまで言って委員会　スタジオでコールドリーディング再現（読売テレビ）
- 5月 ミュージャック UFOの資料提供、妖怪の史跡解説（関西テレビ）
- 5月 映画「2012」の解説 人類滅亡預言（光テレビ）
- 6月 人志松本の○○な話（フジテレビ）
- 6月 おはスタ サイバーゴースト、学校の怪談に出てくる現代妖怪に関する怪談ニュース（テレビ東京）
- 6月 首都圏ネットワーク 埼玉妖怪ツアー（NHK）
- 7月 76 Records（インターFM）
- 7月 怪談グランプリ2010（関西テレビ）
- 7月 「DON!」 山口敏太郎お薦めのUFO映像（日本テレビ）
- 8月 不可思議探偵団 学校の怪談特集（日本テレビ）
- 8月 FHN放送局
- 8月 宮崎哲弥のトーキングヘッズ（朝日ニュースター）
- 8月 たかじんのそこまで言って委員会 都市伝説まつり!!（読売テレビ）
- 8月 日めくりタイムトラベル　口裂け女解説（NHK）
- 8月 笑撃ワンフレーズ（TBS）
- 9月 さい☆たま 志木のカッパを捕まえろ（KTM）
- 9月 笑撃ワンフレーズ（TBS）
- 9月 吉田照美さんのソコダイジナトコ UFO最新情報（文化放送）
- 10月 DON 今日はなんの日? 座敷わらし解説（日本テレビ）
- 10月 不可思議探偵団 映画都市伝説（日本テレビ）
- 10月 モザイクナイト 宇宙人特集（bayfm）
- 11月 デルフォイの神託（鹿児島テレビ）
- 11月 がんばれホラーズ（ニコニコ生放送）
- 11月 ホリエモン想定外のなんでお前なんだよ!!（DMM.com）
- 11月 山口敏太郎の不思議情報ライブトーク・アトランティアTV（DMM.com）
- 12月 ビートたけしの超常現象Xファイル（テレビ朝日）
- 12月 吉田照美さんのソコダイジナトコ　UFO最新情報（文化放送）

#### 2011年
- 1月 健康万歳〜揚さんの総合マッサージ（スティクカムTV）

- 1月 有吉AKB共和国（TBS）
- 1月 ハローワールド』（J-WAVE）
- 1月 たかじんのそこまで言って委員会（読売テレビ）
- 2月 たかじんのそこまで言って委員会（読売テレビ）
- 2月 ホビーの匠（広島ホームテレビ
- 3月 ハローワールド』（J-WAVE）
- 3月 有吉AKB共和国（TBS）
- 3月 たかじんのそこまで言って委員会（読売テレビ）
- 5月 爆笑問題のよく出来ました（テレビ東京）
- 5月 初夏の超常現象スペシャル2011ニコニコ大討論 in 桜（ちゃんねる桜）
- 6月 アグレッシブですけど、何か?（広島ホームテレビ）
- 6月 W大学（DMM.com）
- 6月 す・またん（読売テレビ）
- 7月 ハローワールド（J-WAVE）
- 7月 デイリーフライヤー（FM東京系列）
- 7月 バンブーチャンネル（竹書房）
- 7月 高木美保のCLOSE・TO・YOU（文化放送）
- 8月 花火打ち乱れ!ヴィジュアルフェスタ 〜夏ノ陣〜（MUSIC ON! TV）
- 8月 わっちナイトサファリ（FMわっち）
- 8月 しあわせになりたいの（MXテレビ）
- 8月 稲川淳二の投稿怪談2011（関西テレビ）
- 8月 きゃりーのウェイウェイnicoちゃんねる! （ニコニコ生放送）
- 8月 さしこのくせに（TBS）
- 8月 サンキューイブニング（FMサンキュー）
- 8月 有吉AKB共和国（TBS）
- 8月 モザイクナイト（ベイエフエム）
- 9月 しあわせになりたいの（MXテレビ）※コーナーレギュラー
- 10月 クギズケ（読売テレビ）
- 11月 サンキューイブニング（FMサンキュー）
- 11月 シコウヒンTV（ホフディラン）
- 12月 マツコの知らない世界（TBS）
- 12月 IgaraShinokin（FMかつしか）
- 12月 ビートたけしの超常現象XファイルSP（テレビ朝日）
- 12月 ゆるペディア（TBS）

#### 2012年
- 2月 ベストハウス1・2・3（フジテレビ）
- 2月 松本ひでお　情報発見　ココだけ!（ニッポン放送）
- 3月 有吉AKB共和国（TBS）
- 3月 松本ひでお　情報発見　ココだけ!（ニッポン放送）
- 3月 島田秀平　Co-sotto 1-6（NACK5）
- 3月 BAZOOKA!!!（BSスカパー!）
- 4月 有吉ＡＫＢ共和国（TBS）
- 4月 所さんの目がテン!（日本テレビ）
- 5月 日々感謝。ヒビカン（RCCラジオ）
- 6月 flowers（FM東京）
- 6月 たかじんNOマネー（テレビ大阪）
- 7月 吉田照美のソコダイジナトコ（文化放送）
- 7月 レコメン（文化放送）
- 7月 みのもんたの朝ズバッ!（TBS）
- 7月 BAYLINE Go!Go!（bayfm）
- 7月 ミスターサンデー（フジテレビ）
- 8月 奇跡体験!アンビリバボー（フジテレビ）
- 8月 たけしの等々力ベース「超常現象道」（BSフジ）
- 8月 ヤンキー姉ちゃんのブッチメNEWS（パラダイスチャンネル）
- 8月 稲川淳二の怪談グランプリ2012（関西テレビ）
- 8月 知りたがり!（フジテレビ）
- 8月 緊急検証!日本の怪村 〜絶対に行ってはいけない村がそこにある〜（ファミリー劇場）
- 8月 山浦ひさしのトコトン1スタ（テレビ愛知）
- 8月 夕焼けシャトル（NACK5）
- 8月 くだまき八兵衛（テレビ東京）
- 8月 す・またん　ZIP（讀賣テレビ）
- 8月 モンクの叫び（TBS）
- 9月 サンキューイブニング（FM･SANQ）
- 9月 BRAHMAN・TOSHI-LOWのオールナイトニッポンR（ニッポン放送）
- 9月 タカトシの時間ですよ（TBS）
- 9月 首都神話　真相あばいたろ会議（CSホームドラマチャンネル）
- 9月 島田秀平　Co-sotto 1-6（NACK5）
- 9月 お願いランキング（テレビ朝日）
- 9月 タカトシの時間ですよ（TBS）
- 9月 HELLO WORLD（J-wave）
- 10月 初田啓介の金曜wanted!!（TBSラジオ）
- 10月 たけしの等々力ベース 「幽霊道」（BSフジ）
- 10月 SPYAIRのオールナイトニッポンゼロ（ニッポン放送）
- 11月 探偵!ナイトスクープ「高知県須崎市の怪物の骨」（ABC朝日放送）
- 11月 トコトン1スタ（テレビ愛知）
- 11月 夕焼けシャトル（NACK5）
- 11月 月曜から夜ふかし（日本テレビ）
- 11月 真相あばいたろ会議（CSホームドラマチャンネル）
- 11月 おはスタ645（テレビ東京）
- 12月 有吉AKB共和国（TBS）
- 12月 探偵ナイトスクープ（朝日放送）
- 12月 HELLO WORLD（J-wave）
- 12月 WAKUWAKU（インターFM）

#### 2013年
- 1月2日 monaka（FM NACK5）電話出演（2013年オカルト予想
- 2月17日 サンデー知っとかナイツ（ニッポン放送）
- 2月20日 夕焼けシャトル（FM NACK5）
- 2月21日 ひと：みちゃんのサンキューイブニング（ラジオSANQ）
- 2月21日 BAY LINE Go!Go!（bayfm）
- 4月8日 5時に夢中（MXテレビ）
- 5月4日 ヴァンガ道（テレビ東京系列）
- 5月8日 アグレッシブですけど、何か?（広島ホームテレビ） - #279〜絶景じゃないと受けられない授業〜
- 5月10日 緊急検証！最真・終末予言〜絶対に当たってはいけない地球滅亡の日〜（CSファミリー劇場）
- 5月17日 ジェネレーション天国（フジテレビ系列）
- 5月23日 関ジャニ∞　村上信五と丸山隆平の「レコメン!」（緊急企画!カッパは実在するのか!? 解明スペシャル）（文化放送）
- 6月6日 SUZUKI presents KAT-TUN田口淳之介のTAG-TUNE DRIVING（UMA専門家・山口敏太郎が選ぶ、日本各地に潜むUMAトップ4）（JFN系列）
- 6月24日 真相あばいたろ会議（CSホームドラマチャンネル）
- 6月29日 たかじんNOマネー（テレビ大阪）
- 7月7日 中四国ライブネット（四国放送ラジオ）
- 7月11日 情報ライブ　ミヤネ屋（讀賣テレビ・日本テレビ）
- 7月12日 ゴジカル!（四国放送）
- 7月17日 ドデスカ（名古屋テレビ）
- 8月2日 佐藤健のTAKERU TV vol.20（USTREAM）
- 8月3日 ヴァンガ道（テレビ東京）
- 8月8日　NMBとまなぶくん（関西テレビ）
- 8月5日 有吉AKB共和国（TBS）
- 8月7日 エンダン（NOTTV）
- 8月12日 レコメン（文化放送）
- 8月14日 Blue Ocean（FM東京）
- 8月16日　ラジオSANQ『サンキューモーニング』
- 8月17日 緊急検証!幽霊との出会い方〜いま、霊に会いにゆきます〜（CSファミリー劇場）
- 8月19日 Skyrocket Company（FM東京）
- 8月19日 首都神話 真相あばいたろ最終会議（ホームドラマチャンネル）
- 8月25日 稲川淳二の怪談グランプリ2013（関西テレビ）
- 9月7日 オリンピック都市伝説（ニコニコ生放送）
- 9月21日 花田☆温水 おじさんぽ（テレビ愛知）
- 10月9日 大人のケンカ（日本テレビ） - 大槻義彦と共演
- 10月10日 吉田照美　飛べ!サルバドール（文化放送）
- 10月10日　テレビ朝日『侃侃諤諤』
- 10月14日　CSファミリー劇場『緊急検証!宇宙人地球侵略史〜振り返ればヤツ（宇宙人）がいた〜』
- 10月14日　TBS『有吉AKB共和国』
- 10月23日 アグレッシブですけど、何か?（広島ホームテレビ） - ＃301 アグレッシブ人生学部 ヒモを学ぼう
- 10月30日 アグレッシブですけど、何か? - ＃302 アグレッシブ人生学部 失業を学ぼう
- 11月4日 ギョクセキっ!（関西テレビ）
- 11月4日　有吉AKB共和国（TBS）
- 11月10日 ヴァンガ道（テレビ東京）
- 12月2日 Hello World「オカルトニュースベスト」（J-wave）
- 12月9日 ギョクセキっ!（関西テレビ）
- 12月12日 POWER BAY MORNING（bayfm）
- 12月13日 緊急検証!2014年度版 超新約黙示録〜第1回紅白オカルト合戦〜（CSファミリー劇場）
- 12月15日 Co-sotto 1－6（FM NACK5）
- 12月19日 ごごばん（ニッポン放送）
- 12月19日 たけしの等々力ベース　UMA道（BSフジ）
- 12月22日 ビートたけしの超常現象マル秘Xファイル（テレビ朝日）

#### 2014年
- クギズケ（読売テレビ）
- おはスタ645（テレビ東京）
- アグレッシブですけど（広島ホームテレビ）
- 緊急検証シリーズ（ファミリー劇場）
- ラジオSANQ、FMわっち、FM眉山、FM浅草『日本大好き』
- 『有吉マツコの怒り新党』『超常現象Xファイル』（テレビ朝日）
- NEWS ZERO（日本テレビ）
- 『怪談グランプリ』、『NMWと学ぶくん』、『ギョクセキ!』（関西テレビ）
- 『有吉AKB共和国』、『アイアム冒険少年』、『世界がビビる夜』、『ひるおび』（TBS）
- 『クイズ百人力』、『Rの法則』（NHK）
- 『とくだね』『マネースクープ』、『TOKYOプレゼンナイト〜大人の自由研究〜』（フジテレビ）
- オカルトゆく年くる年（ファミリー劇場）
- 5時に夢中（MXテレビ）
- レコメン（文化放送）
- ハローワールド（J-wave）
- セイタロウ&ケイザブロー　おとこラジオ（nack5）
- アポロン（東京FM）
- 『TOKYO GAS CURIOUS HAMAJI』、『ベイパワーモーニング』、『アンサー』（bayfm）
- ゆうがたわっち』（FMわっち）
- ウィークエンドサンキュー（FMラジオサンキュー）
- 言論コロシアム（ニコ生・ニコニコ超会議3）
- 第一回オカルト紅白を一緒に見よう（ニコ生）
- でら好き、めちゃ好き、だ〜い好き（ニコ生）
- Spiritosphere（ユーストリーム番組）
- 京都本気で怖い怪談（関西テレビ　おんでま）

#### 2023年
- 衝撃ファイル　テレビ東京
- 妖怪ランキング   フジテレビ(内容、構成チェック)

#### 2024年
- WHO AM I 〜Road to VXer BSよしもと
- 突然ですが占っていいですか？フジテレビ(構成)
- 二宮ン家　フジテレビ
- 怪談グランプリ　　関西テレビ& TVer
- 緊急検証シリーズ、紅白オカルト　ファミリー劇場

## ラジオ
- 2015年「おとこラジオ」nack5  @大野勢三郎と共演　ネットでも配信  ６回ほどか出演
- 2016年3月「「OTHERS」J-WAVE @ふかわりょうの共演
- 2016年8月「高橋みなみのこれから、何する？」TOKYO FM @５回ほど出演
- 2020年2月22日 POP OF THE WORLD  J-WAVE @ハリー杉山と共演
- 2023年12月TOKYO MORNING RADIO J-WAVE
- 2023年　東京FM 山田五郎と中川翔子リミックスZ
- ベイエフエム　森久保祥太郎の今週わず
- デイフロムショー　インターエフエム　三銃士勢揃い
- 2024年    デイフロムショー　インターエフエム　前田本PR
- デイブフロムショー　インターエフエム春風亭一之輔 のSUNDAY FLICKERS    JFN
- 2025年1月　デイヴフロムショー　　インターFM
- 2025年2月 森久保祥太郎の今週わず　BAYFM

## CM
- 2016年保険のビュッフェ 山口敏太郎が未確認生物を発見するコマーシャル

## WEB番組
- 2011年　　　超常現象スペシャル　チャンネル桜
- 2012年 「マーちゃんねる」アポガドチャンネル
- 2012年10月　1分でわかる大学　ジーニアスアットワーク
- 2012年 12月   ワタナベプラス　@ハライチが司会の番組って
- 2019年 「都市伝説X」（ケーズステーション〕
- 2019年 山口敏太郎のミステリー探偵社」（ケーズステーション〕
- 2022年6月30日 「井上咲楽と景井ひな 木曜The NIGHT」abemaTV  @井上咲楽と共演
- 2024年12月　LINEVOOM「囁く都市伝説」LINE公式番組
- 2025年7月　  令和の虎　事業再生版

- 山口敏太郎の不思議マックス　ニコニコ　週一回程度

## インタビュー

### インタビュー記事
- 2010年　メルマガ、著者インタビュー、マグスペ　https://www.mag2.com/magspe/interview106/
- 2011年　3分間休憩　驚！！ オカルト業界のウラ事情をぶっちゃける～山口敏太郎さんインタビュー～　https://3pun-qk.com/heard/1284.html
- 2012年　日本の村　ファミリー劇場　　https://www.fami-geki.com/kaiki/interview.php

- 2013年9月10日　東京・世田谷に現れたUFOについて山口敏太郎をインタビュー　http://origin.npn.co.jp/article/detail/50138250

- 2017年6月17日　オカルト研究家・山口敏太郎が語る「『これは嘘だ！』って分かってる事件がいっぱいあったけど、それで消してもやっぱり１割弱くらいは分からないのがいっぱいある」　文化放送　大竹まことのゴールデンラジオ　https://www.netapod.com/2017/10/blog-post.html#google_vignette

- 2018年9月12日　そこから学学んだ商売の心　　東京新聞　https://sukusuku.tokyo-np.co.jp/fufu/1043/

- 2018年11月15日   平成から次代へオカルトはどう変わる？

　　Yahoo!ニュースザページもhttps://news.yahoo.co.jp/articles/ふf9a6fdbf3e169b85081fcd5de6ce9a72dceb53c6
- 2019年4月11日   怖いを売る会社　テレ東+　https://www.tv-tokyo.co.jp/plus/business/entry/2019/019278.html

- 2021年1月　ファンライフ　新星出版　https://fun-life-shinsei.com/special-interview-yamaguchibintarou/

- 2022年　代理母出産で生まれた息子といろんな初めてを体験し」山口敏太郎　　https://chanto.jp.net/articles/-/1005927?display=b

- 2024年8月23日　『怪談グランプリ』から始まった怪談ブーム！そして怪談界のこれから　山口敏太郎インタビュー　https://tocana.jp/2024/08/post_269990_entry.html

- 2024年9月16日　緊急検証！』最終回　山口敏太郎氏が思いを語る「オカルト三銃士は僕の中では新選組でした」 　https://www.tokyo-sports.co.jp/articles/-/316934

- 2025年3月「プロとしてせ食っていくこと」トカナ　https://tocana.jp/2025/03/post_279328_entry.html

## その他

### カードゲーム
- 2019年『Parade / けものフレンズ３』（版元：セガ）つちのこを解説した

### アプリ
- オカルト黙示録 　監修　iPhoneアプリ・Androidアプリ（トムソン）
- 世界最恐!妖怪図鑑　監修　iPhoneアプリ（トムソン）
- 一休妖怪伝　原作　 iPhoneアプリ・Androidアプリ（トムソン）
- 芸能都市伝説　怪奇談の執筆　iPhoneアプリ・Androidアプリ（トムソン）
- セックスの日本史　プロデュース　 iPhoneアプリ・Androidアプリ（トムソン）
- 童貞青春期　プロデュース　iPhoneアプリ（トムソン）
- 一休妖怪伝【原作】（トムソン）
- 妖怪雑学検定（Eternal Software）
- 「山口敏太郎のネオアトランティア　パワースポット編」（yomel.jp）
- 「山口敏太郎のネオアトランティア　健康編」（yomel.jp）
- 「山口敏太郎のネオアトランティア　金運編」（yomel.jp）
- 「山口敏太郎のネオアトランティア　心霊写真編」（yomel.jp）
- 「山口敏太郎のネオアトランティア　怪談編」（yomel.jp）
- 「山口敏太郎のネオアトランティア　都市伝説編」（yomel.jp）
- 「山口敏太郎のネオアトランティア　陰謀論・予言編」（yomel.jp）
- 「山口敏太郎のネオアトランティア　ＵＦＯ・宇宙人編」（yomel.jp）
- 「山口敏太郎のネオアトランティア　UMA編」（yomel.jp）
- 混沌の兆
- 妖怪図鑑
- セックスの日本史（監修）
- 芸能都市伝説（心霊体験のみ執筆）
- まぐまぐ、フーミー『山口敏太郎のサイバーアトランティア』

### ツアー
- 山口敏太郎と行く伊勢神宮スピリチュアルツアー!（まにあ道×郵船トラベル）2010年1月
- 山口敏太郎と行く京都☆安倍晴明バスツアー!（まにあ道×郵船トラベル）2010年9月
- 山口敏太郎の野外教室　阿波ミステリーツアー2022年１月
- 山口敏太郎の野外教室　十和田湖mysteryツアーツアー2022年10月
- 敏さんぽ１有名人のお墓参り　2023年1月
- 敏さんぽ2猫伝説を探して　2023年7月
- 敏さんぼ3四谷怪談&赤穂浪士　2024年６月

### 講座
- 読売日本テレビカルチャーセンター横浜「山口敏太郎の世界のミステリー講座」毎月第二金曜
- 読売日本テレビカルチャーセンター恵比寿「山口敏太郎の世界のミステリー講座」毎月第三土曜

### イベントプロデュース・出演
- 岐阜県岐阜市柳ケ瀬商店街「柳ケ瀬お化け屋敷『恐怖の細道』」 2012年7月13日 - 9月23日
- 『せん夏怪談　鳳の章　第1〜6夜・千秋楽』（浅草）
- 『恐怖の細道』（柳ヶ瀬町お化け屋敷）
- 『ホラー&怪談ナイト 幽霊クールビズ』（浅草花やしき）
- 『妖怪プロマイドシリーズ』（マルベル堂）
- アイドルイベント『魁!!アイドル学園 vol.1』（ネイキッドロフト）
- 2013犬山城下町おどり「コスプレ×盆おどり」（愛知県犬山市）
- 『埼玉サイクリングショー』（埼玉県）【お化けになろうメイク教室】【手裏剣投げ教室】
- 山口敏太郎・疋田紗也の『まじ?カルツアー』【殺生石、九尾稲荷、龍門の滝の旅】
- 飯山満駅前　芝山団地商店街『百円商店街』イベント
- ひぐらしカンナ&山口敏太郎『オカルトの謎に迫る』
- 『山口敏太郎オカルト映画大会』（横浜シネマ・ジャック&ベティ）
- 『作家・山口敏太郎と行く岐阜妖怪ツアー』（長良川おんぱく）
- 『台場一丁目【昭和プロレス興行】解説者』（デックス東京ビーチ）
- 『牛抱せん夏怪談ライブ』（岐阜市美殿町）
- 『阿波幻獣屋敷』（四国コカ・コーラボトリング「ミステリーシャワー」）
- 『阿波おとろし百物語』（四国コカ・コーラボトリング「ミステリーシャワー」）
- 『ミステリーシャワー秋の陣』（四国コカ・コーラボトリング「ミステリーシャワー」）
- 『山口敏太郎の妖怪博物館』（デックス東京ビーチ）
- 『山口敏太郎祭り6』（阿佐ヶ谷ロフトA）
- お台場『山口敏太郎の妖怪博物館』
- 徳島『幻獣屋敷』
- お台場『第10回昭和プロレス興行』
- 「はいさいフェスタ2014」にて占いコーナー
- 7月20日『船井メディア』講演会
- 『牛抱せん夏　怪談LOVERS』ゲスト出演
- 阿佐ヶ谷ロフト『山口敏太郎祭7』
- 浅草マルベル堂『オカルト漢塾』
- 東京カルチャーカルチャー『東京怪談倶楽部』
- 大阪アワーズ『超怖談』竹内義和さんと毎月定例ライブ
- ZAZA『ダークナイト』中山市朗さんのライブにゲスト出演
- 岐阜県博物館『奇なるものへの挑戦　明治大正／異端の科学』展示品提供と講演会
- 『“ニッポン・スピリチュアルの世界 シリーズ”』氷川神社にて講演会
- 『なんば怪談花月』にトリとしてゲスト出演

### その他
- 2008年12月　徳間書店刊行雑誌『不思議大陸アトランティア』編集長
- 2019年『Parade / けものフレンズ３』（版元：セガ）つちのこ解説
- 2022年,サウンドプロダクション吟から音声ブック発刊することに挑戦した。そのタイトルは「陰謀論 -99％の日本人が知らないヤバすぎる世界の陰謀[68]

## 講演会
- 2011年 神奈川大学　学生時代の思い出話を語る。
- 岐阜北法人会「岐阜・妖怪町おこし 」2010年7月29日　口裂け女の街おこしを語る
- 2011年5月 徳島商工会議　徳島の妖怪町おこしについて語る
- 北島町商工会議所　北島町の昔話による町おこしを語る
- 松茂町商工会議所　松重町の昔話による町おこしを語る
- 2013年11月16日 三橋＠渦の音クラブ（徳島県立城南高校関東地区同窓会）事務局　オカルト全般についての裏話的な話
- 2014年10月24日 神星グループ職制　ビジネスにおける経験を語る
- 2018年 4月28日 金長神社を護る会「山口敏太郎　世界の金長狸を語る」
- 2018年6月 焼津 小泉八雲記念　小泉八雲が小説で取り扱った妖怪について
- 2018年7月29日 ニッポン・スピリチュアルの世界”講和会　7月度  　未確認生物妖怪について
- 2019年10月5日 四国大学「徳島・阿波の伝承ロマンを語る」　徳島に残る伝説について
- 2025年1月29日 徳島商工会議所　徳島に残る不思議な伝説について

## ジュース・お菓子プロデュース
青梅雪女アイス　　　昭和レトロ商品博物館
2012年7月   口裂け女サイダー　柳ヶ瀬お化け屋敷
2020年6月 アマビエのお菓子　クルーズカンパニー株式会社　@護符レット　ゴーフルタイプのお菓子
2020年3月   アマビエの和菓子　岐阜県高山市　稲豊園　@その他　口裂け女などあり

## 観光パンフレット
幻想百物語埼玉　妖怪編　
幻想百物語埼玉　歴史編　　
幻想百物語埼玉　開運編　　
上記三部作の監修業務を山口敏太郎が行う。写真提供と文字テキストのみを提供したが、埼玉県議会で名指しで問題扱い。歴史年表が間違えていると指摘を受けたが山口敏太郎の業務外であった。

## 帯描き、巻末
2004年8月1日 逢魔が時物語　小学館　結城伸夫著　あとがき
2016年7月2日  幽霊事件簿　星雲社　帯書き　　　

## その他イベント
- 怪談王　関東大会、名古屋大会、決勝(レギュラー)年一回
- 高円寺アキヤマ怪談(レギュラー)年三回
- 肥後橋アワーズ　超怖談(レギュラー)、年一回
- 福岡都市伝説　　　年一回程度
- 怪談の夕べ　南蔵院　　原則年一回
- お寺de怪談　大阪　　年一回
- アベンジャーズライブシリーズ
- 古典UMA.未確認生物を語る ドレッドノート 鈴木書店
- 角倉カオス・中沢健のオカルト勉強会

## 名言・語録
- (TBS「マツコの知らない世界」出演時)「幽霊にカメラ目線の奴はいない。」「間合いの上手い幽霊はいない。」[69]
- 「夢に消費期限は無い。」[70]